# Квинт Варий Север Гибрида
Квинт Ва́рий Севе́р Гибри́да (лат. Quintus Varius Severus Hybrida; родился приблизительно в 124/123 году до н. э., Сукрон, Испания, Римская республика — умер после 89 года до н. э.) — римский политический деятель, народный трибун 90 года до н. э. Добился принятия закона, по которому подлежали суду политики, подбившие италиков к восстанию против Рима.

## Биография
Квинт Варий родился в городе Сукрон в Испании, в землях племени контестанов; таким образом, он стал первым римским сенатором, родившимся за пределами Италии. Он был романизированным испанцем, из-за чего и получил одно из своих прозвищ — Гибрида (Hybrida). По данным Марка Туллия Цицерона, Квинт Варий был низкого происхождения, но при этом обладал римским гражданством. Его рождение исследователи предположительно датируют 124/123 годом до н. э.
Неизвестно, когда именно Квинт Варий перебрался из Испании в Рим. Осенью 91 года до н. э. он находился в столице и выдвинул свою кандидатуру в народные трибуны. Его поддержали консул Луций Марций Филипп и претор Квинт Сервилий Цепион, враги Марка Ливия Друза — трибуна текущего года, пытавшегося провести масштабные реформы. В результате Варий победил на выборах, а один из союзников Друза, Гай Аврелий Котта, проиграл.
В конце 91 года до н. э. Друз был убит, а италики, связывавшие с этим политиком свои надежды получить статус граждан, восстали против Рима. Квинт Варий, принявший трибунские полномочия 10 декабря, инициировал принятие закона, согласно которому суду подлежали все римские политики, которые словом или делом побуждали италиков к этому шагу. Lex Varia стал для него орудием расправы над врагами. Какое-то время суды рассматривали только дела, связанные с такими обвинениями. Известно, что в результате пришлось уйти в изгнание Гаю Аврелию Котте и Луцию Кальпурнию Бестии (предположительно консулу 111 года до н. э.); Квинт Помпей Руф, Марк Антоний Оратор, а также, возможно, Публий Сульпиций привлекались к суду, но были оправданы. Влиятельного политика Марка Эмилия Скавра обвинил сам Квинт Варий, но тут трибун потерпел поражение. Автор сочинения «О знаменитых людях» цитирует слова, сказанные обвиняемым на этом процессе: «Варий из Сукрона утверждает, что Эмилий Скавр призывал к оружию союзников, а Скавр это отрицает. Кому вы думаете оказать больше доверия?» Таким образом Скавр напоминал римлянам о том, что обвинитель — чужеземец. После такой речи присяжные единодушно проголосовали за оправдание.
Когда полномочия Вария истекли, он сам был привлечён к суду и осуждён, после чего ушёл в изгнание (89 год до н. э.). За пределами Италии он нашёл свою смерть.
Летом 70 года до н. э. некто Квинт Варий давал свидетельские показания по делу Гая Верреса. Существует предположение, что это был сын народного трибуна 90 года до н. э.

## Оценки личности и деятельности
Цицерон называет Квинта Вария способным оратором — «лёгким на словах», «проницательным в нахождении доводов». Благодаря своему красноречию Квинт добился любви народа, хотя был, по словам Цицерона, «неуклюж и безобразен». При этом у него было много врагов среди правящего сословия. В Риме ходили слухи, что именно Варий подослал убийцу к Друзу и отравил одного из Метеллов (предположительно Квинта Цецилия Метелла Нумидийского).